# Rock and Roll Over
Rock and Roll Over är KISS femte studioalbum, utgivet den 11 november 1976. Efter experimentet med Destroyer innebar detta album ett återvändande till en mer avskalad rock.
Peter Criss spelade in sina partier i ett badrum för att få en särskild live-känsla.
Noterbart är att trummisen Peter Criss hanterar mikrofonen på låtarna "Baby Driver" och "Hard Luck Woman". På den sistnämnda försökte man med en ny ballad att återskapa framgångarna med låten "Beth" från föregångaren Destroyer.

## Låtförteckning
| 1. | I Want You       | Stanley | 3:04 |
| 2. | Take Me          | Stanley | 2:56 |
| 3. | Calling Dr. Love | Simmons | 3:44 |
| 4. | Ladies Room      | Simmons | 3:27 |
| 5. | Baby Driver      | Criss   | 3:40 |

| 6.           | Love 'Em and Leave 'Em | Simmons      | 3:47  |
| 7.           | Mr. Speed              | Stanley      | 3:18  |
| 8.           | See You in Your Dreams | Simmons      | 2:34  |
| 9.           | Hard Luck Woman        | Criss        | 3:35  |
| 10.          | Makin' Love            | Stanley      | 3:14  |
| Total längd: | Total längd:           | Total längd: | 33:18 |

En rad artister har gjort covers på "I Want You".
- King Snake Roost – 1990
- Adrian Dodz – 1995
- Mrs. Hippie – 1996
- The Traceelords – 1999
- All Boro Kings – 2003
- The Sweptaways – 2006
- The Wantones – 2008

## Pressningsfel
På några tidiga pressningar av albumet finns det ett fel på konvolutet. Tryckfelet liknar två blå tårar under Paul Stanleys vänstra öga.

## Medverkande
- Gene Simmons – elbas, sång, kompgitarr på "See You in Your Dreams", gitarr på "Ladies Room"
- Paul Stanley – kompgitarr, sång, sologitarr på "I Want You", 12-strängad akustisk gitarr på "Hard Luck Woman"
- Ace Frehley – sologitarr
- Peter Criss – trummor, sång